# Ctenognophos culoti
Ctenognophos culoti är en fjärilsart som beskrevs av Eugen Wehrli 1945. Ctenognophos culoti ingår i släktet Ctenognophos och familjen mätare. Inga underarter finns listade i Catalogue of Life.